# Dziahle
Dziahle (biał. Дзяглі, Dziahli; ros. Дягли, Diahli) – wieś na Białorusi, w obwodzie brzeskim, w rejonie żabineckim, w sielsowiecie Rokitnica.

## Historia
W dwudziestoleciu międzywojennym leżały w Polsce, w województwie poleskim, w powiecie kobryńskim, do 18 kwietnia 1928 w gminie Rohoźna, następnie w gminie Żabinka. W 1921 miejscowość liczyła 64 mieszkańców, zamieszkałych w 12 budynkach, wyłącznie Polaków wyznania prawosławnego.
16 września 1939 polski 184 Pułk Piechoty z rejonu wsi Dziahle wykonał natarcie na wojska niemieckie.
Po II wojnie światowej w granicach Związku Sowieckiego. Od 1991 w niepodległej Białorusi.